# Buffet Crampon

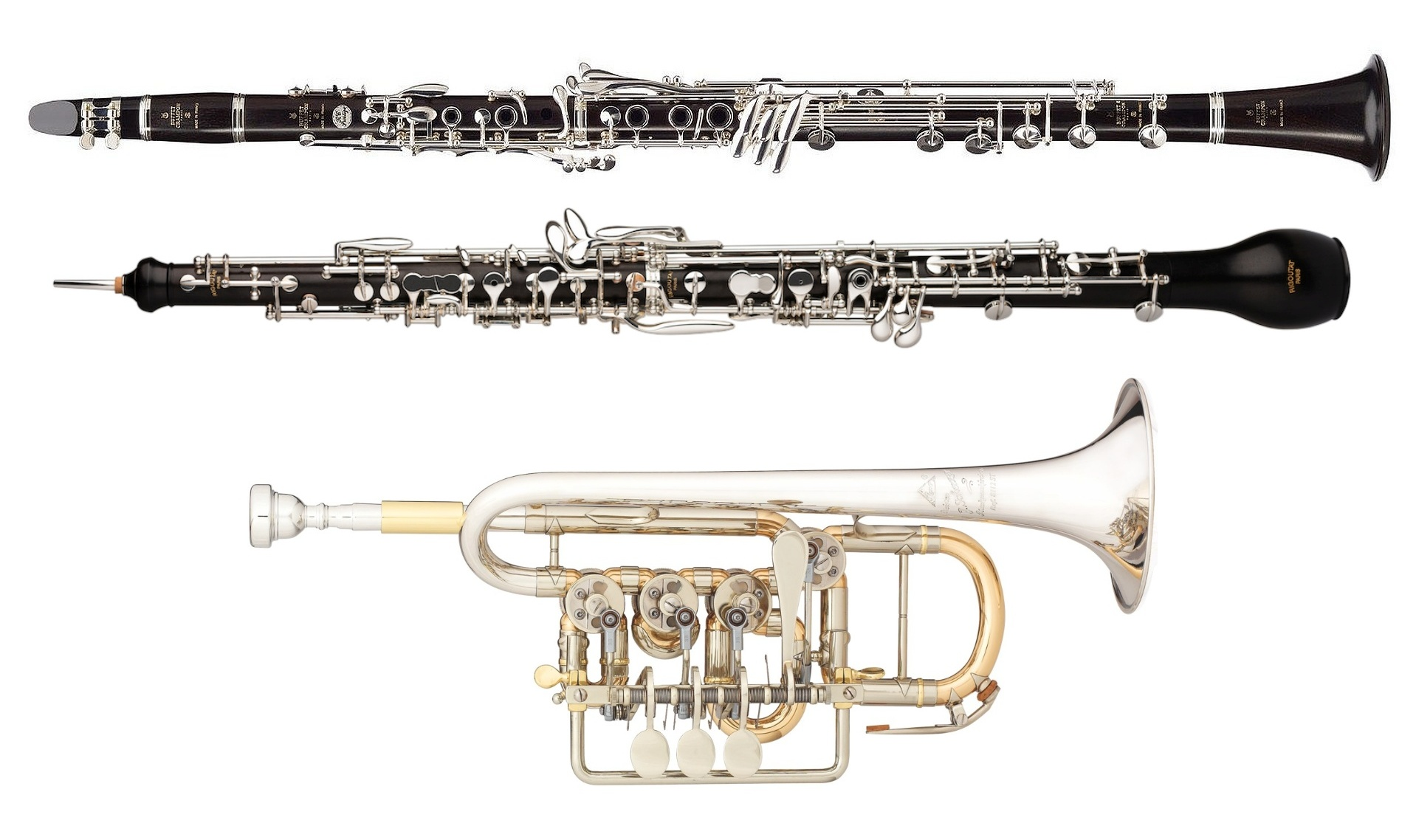
Clarinetto di bassetto, oboe d’amore, tromba acuta

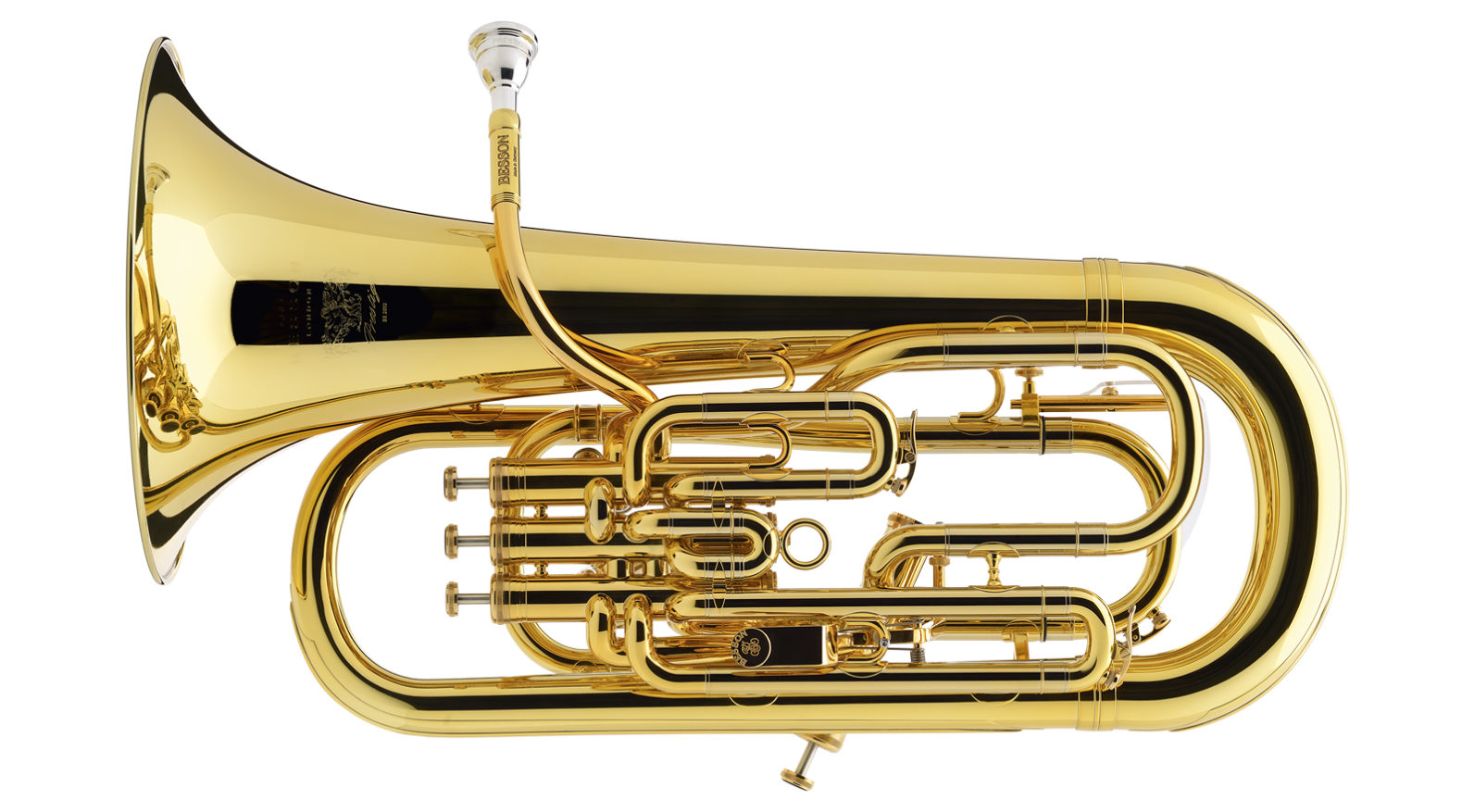
Euphonium

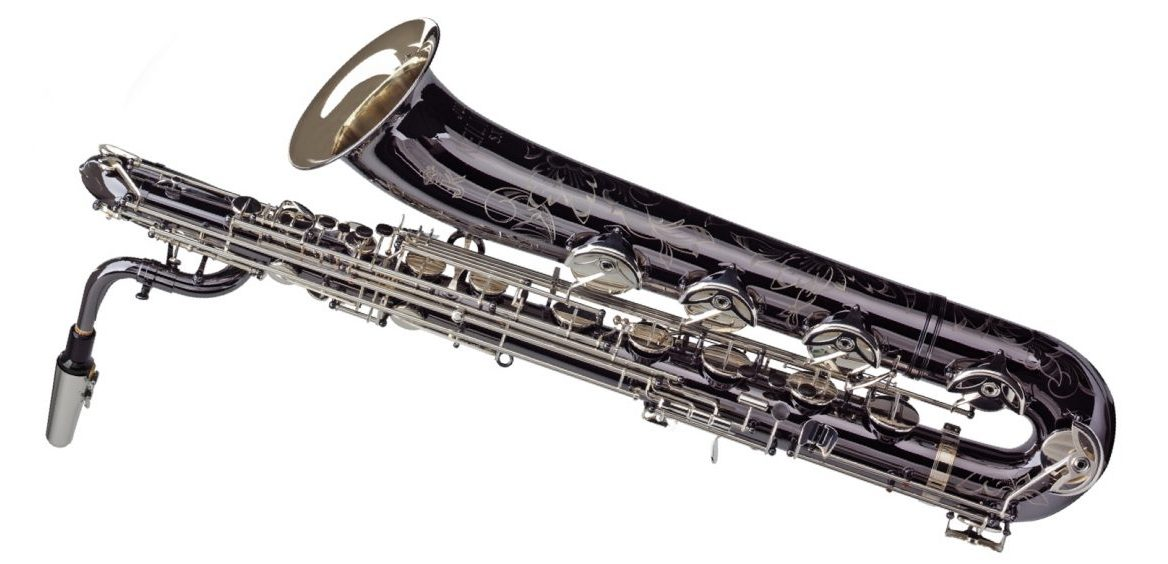
Sassofono baritono

Buffet Crampon S.A.S. è un produttore francese di strumenti a fiato con sede a Mantes-la-Ville, dipartimento di Yvelines. L'azienda è leader mondiale nella produzione di clarinetti del sistema Boehm. La sua filiale, Buffet Crampon Deutschland GmbH, fondata nel 2010 e con sede a Markneukirchen (Sassonia), è leader del mercato mondiale nella fabbricazione di strumenti musicali in ottone. Per produrre e vendere i suoi prodotti, il gruppo BC impiegava circa 1000 persone in tutto il mondo all'inizio del 2021, 470 delle quali come dipendenti della sola BC Germania. La gestione del gruppo è nelle mani di Jérôme Perrod dal 2014.

## Prodotti e marche
I seguenti marchi / etichette, ad eccezione del marchio Buffet Crampon, sono ex società indipendenti i cui beni essenziali, tra cui il nome e i diritti di marchio, sono di proprietà di altre società e alla fine sono stati acquisiti in parte da Buffet Crampon S.A.S. in parte da BC Deutschland GmbH, e che sono stati poi sciolti come società.
La Buffet Crampon S.A.S. ha sei marchi sotto i quali produce i seguenti strumenti:
- Buffet Crampon: Clarinetti con un sistema di diteggiatura francese (Boehm), cioè (quasi) tutta la famiglia dei clarinetti nelle accordature dal Mib alto al contralto, anche oboi, corni inglesi, fagotti (con diteggiatura e foratura francese) e sassofoni
- Rigoutat: Oboi, corni inglesi, Oboi d'amore e oboi baritono
- Parmenon: flauti traverso
- Verne Q. Powell: Flauti e ottavini
- Antoine Courtois: tromboni, flicorni e sassofoni
- Besson: trombe, tromboni, cornetti, corni contralto, corni tenore, corni baritono, eufonii e tubi in Mi♭ e Si♭

BC Deutschland ha anche sei marchi sotto i quali sono prodotti i seguenti strumenti:
- B&S: Trombe, tromboni, cornetti, flicorni, corni tenori, corni baritoni e tubi
- Hans Hoyer: Corni semplici,  corni doppi, corni tripli, corni discendenti e tube wagneriane
- Melton Meinl Weston: flicorni, corni baritoni e tenori, trombe basse, tube e cimbassi
- J.Scherzer: Si♭ e Do trombe e trombe alte
- W. Schreiber: Clarinetti in Si♭ e Do (un modello) con diteggiatura tedesca (Oehler), fagotti e controfagotti
- Julius Keilwerth: Sassofoni (soprano, contralto, tenore, baritono e basso)

## Produzione e vendite
Il gruppo BC ha sei siti di produzione nei quali produce i seguenti strumenti.
- a Mantes-la-Ville: clarinetti professionali, oboi, fagotti francesi
- a Markneukirchen: tutti gli ottoni del gruppo Buffet Crampon sono fabbricati nelle due fabbriche che vi si trovano, ad eccezione degli strumenti da studio Besson e degli strumenti di "fascia alta" della marca Melton Meinl Weston, così come i clarinetti da studio della marca Buffet Crampon e tutti gli strumenti delle marche W.Schreiber e J. Keilwerth.
- a Geretsried: vicino a Monaco: gli strumenti della marca Melton Meinl Weston (centro di R&S per tutti gli ottoni del gruppo)
- a Pechino: strumenti in ottone per principianti
- a Shanghai: strumenti a fiato per principianti
- a Maynard: Massachusetts: VQPowell flauti

BC ha società di vendita negli Stati Uniti, Canada, Giappone e Paesi Bassi. Ha anche sei showroom: a Parigi, Geretsried vicino a Monaco, Amsterdam, New York, Tokyo e Pechino.

## Storia

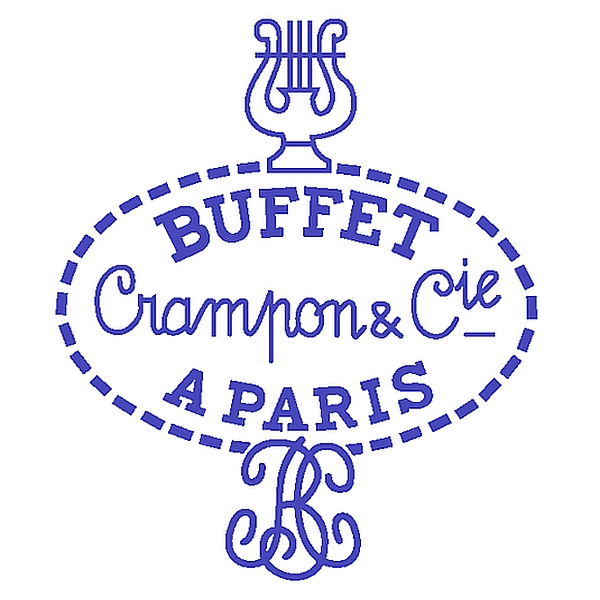
Logo dal 1844

Nel 1825 il costruttore di strumenti francese Denis Buffet-Auger ottiene il diritto di aprire un laboratorio nel centro di Parigi: diviene rapidamente noto nel mondo della musica per il suo clarinetto a 13 tasti. A quel tempo, i clarinetti erano fatti interamente a mano.
Nel 1830 l'attività passo in mano a suo figlio Jean-Louis Buffet. Nel 1836 sposò Zoé Crampon e creò l'attuale marchio Buffet Crampon, utilizzando il nome "BUFFET Crampon & Cie" con l'aggiunta di "A PARIS". Nel 1844 venne disegnato il logo dell'azienda, usato ancora oggi.
Nel 1839 Louis-Auguste Buffet, fratello di Denis Buffet-Auger, insieme a Hyacinthe Klosé introdussero un clarinetto con un nuovo sistema di diteggiatura del clarinetto, che avevano sviluppato sul modello del flauto traverso costruito da Theobald Boehm; nel 1844 Louis-Auguste Buffet ricevette un brevetto per esso. Il nuovo sistema, su cui si basano gli odierni clarinetti Boehm quasi immutati, si rivelò un grande successo, tanto che Buffet Crampon aprì uno stabilimento a Mantes-La-Ville nel 1850, impiegando circa 175 persone.
Il 21 febbraio 1851, Denis A. Courtois, figlio di Antoine Courtois, brevettò le sue invenzioni e miglioramenti per la fabbricazione di strumenti in ottone. Brevettò inoltre alcune tecniche e metodi grazie ai quali aveva ottimizzato la fabbricazione delle valvole.
Nel 1866, Buffet Crampon costruisce il suo primo sassofono, 20 anni dopo l'invenzione dello strumento da parte di Adolphe Sax.
Nel 1878 L'azienda Antoine Courtois vince la medaglia d'oro all'esposizione mondiale di Parigi per la sua "eccellente maestria e precisione assoluta" nella qualità dei suoi strumenti.
Nel 1885 Paul Evette e Ernest Schaeffer acquisiscono Buffet Crampon. Nel 1887 la Evette & Schaeffer Company viene incorporata in Buffet Crampon, iniziando a usare Evette & Schaeffer e Evette come marchio per i suoi strumenti. A partire dal 1918, BC tornò a commercializzare i suoi strumenti della linea premium con il proprio marchio, mentre commercializzava solo gli strumenti di prezzo inferiore con i marchi Evette e Evette & Schaeffer. Negli anni '30, BC cominciò a far produrre questi strumenti anche da altre aziende. Dal 1985 circa, i marchi Evette e Evete & Schaeffer vennero dismessi.
Nel 1918 Buffet Crampon entrò nel mercato americano e divenne il più grande produttore di clarinetti al mondo.
Nel 1921 Robert Carrée si unisce alla compagnia. Nel 1948 creò il poi famoso clarinetto modello R13, uno strumento molto popolare soprattutto nel mondo anglosassone, dal quale sviluppò nel 1974, insieme a Jacques Lancelot, il modello RC che divenne molto popolare soprattutto in Europa.
Quell'anno, l'azienda iniziò anche a produrre i sassofoni modello Dynaction, che si sarebbero evoluti nel Super Dynaction (1957) e nell'apprezzata serie S (1973). Buffet Crampon divenne anche il principale distributore di strumenti per studenti in Europa, commercializzando sassofoni francesi e italiani con il marchio Evette & Schaeffer. Negli anni '70, la posizione dell'azienda nel mercato dei sassofoni per studenti crollò di fronte alla concorrenza di Yamaha, che offriva strumenti di qualità superiore e più attuali, nonché di produttori meno costosi della Germania dell'Est, della Repubblica Ceca e dell'Asia. Il suo crollo nel mercato studentesco è stato accompagnato da un deterioramento della sua posizione nel mercato professionale del sassofono, che ha portato alla sua interruzione a metà degli anni '80. Nel 2008, Buffet rientrò sul mercato grazie al suo sassofono modello 400, prodotto in Cina.

2005: Logo della nuova società Buffet Group Wind Instruments S.A.S.

2016: Logo della società rinominata Buffet Crampon S.A.S.

Nel 1994, Buffet Crampon introdusse un materiale composito come sostituto del legno. Questo materiale è caratterizzato da una sensibilità significativamente inferiore alle fluttuazioni di temperatura. Grazie a questa innovazione, Buffet diede un contributo alla salvaguardia della leguminosa africana grenadilla (Dalbergia melanoxylon), da cui si ricava il legno utilizzato.
Nel 2005 l'allora proprietario The Music Group si separò da Buffet Crampon, che venne inglobato nella società di nuova fondazione "BUFFET GROUP Wind Instruments S.A.S.", che continuò ad utilizzare il marchio Buffet Crampon per i suoi prodotti.
Nel 2006 il gruppo Buffet ha rilevato il più grande produttore francese di strumenti in ottone Antoine Courtois e un altro produttore di strumenti in ottone Besson. Nel 2008, il gruppo Buffet ha acquisito la società Leblanc da La Couture-Boussey. Leblanc era conosciuta come specialista di clarinetti dal 1750 ed era appartenuta, prima dell'acquisto, al gruppo americano Steinway.
Nel 2010 la neonata Buffet Crampon Deutschland GmbH, Markneukirchen, ha acquisito lo stabilimento di produzione di Markneukirchen e i marchi W. Schreiber e Julius Keilwerth dall'insolvenza della Schreiber & Keilwerth GmbH, dopo che il curatore fallimentare aveva ridotto la forza lavoro a Markneukirchen da 252 nei mesi precedenti a 134.
L'azienda produceva clarinetti e fagotti con il marchio W. Schreiber e sassofoni con il marchio J. Keilwerth. Nel 2012, la BC Germany rileva anche la B&S GmbH, principale produttore europeo di strumenti in ottone con 250 dipendenti, integrando inoltre i marchi B&S, Hans Hoyer, Melton, Meinl, Weston e J. Scherzer; la forza lavoro cresce fino a superare i 400 dipendenti, arrivando a 470 all'inizio del 2021. Con queste due acquisizioni più importanti nella storia dell'azienda, il gruppo BC raddoppiò il suo fatturato, diventando un'azienda leader nel campo degli strumenti a fiato, in special modo degli ottoni.
Nel 2012, Fondations Capital diventa azionista di Buffet Crampon S.A.S. mentre nel 2014, Jérôme Perrod viene nominato nuovo CEO del Gruppo Buffet.
2015 BC apre un impianto di produzione a Pechino, la Buffet Crampon Manufacturing Musical Instruments Co. LTD, dove a partire dal 2016 vengono prodotti 4.000 strumenti in ottone, dedicati al mercato degli strumenti per studenti.
Nel 2016 il gruppo Buffet è stato rinominato Buffet Crampon.
Nel gennaio 2019, Buffet Crampon ha acquisito il produttore francese di oboe Rigoutat, mentre nel 2016 rileva la Powel Flutes. Nel giugno 2019 viene acquisita Parmenon, rafforzando la competenza del gruppo nel mercato dei flauti.
Nel 2020 BC apre uno showroom a Pechino e costruisce una nuova fabbrica (BCMMI) per 130 dipendenti vicino a Shanghai, con una capacità annuale di 50.000 strumenti. Nello stesso anno Buffet Crampon diventa partner della banda di ottoni di Woodstock.

## Modelli di clarinetto
L'azienda è più famosa per i suoi clarinetti, in quanto Buffet è il marchio scelto da molti professionisti.
Buffet Crampon ha rilasciato diversi modelli di clarinetto dalla metà del XX secolo in poi, con modelli che vanno dallo studente al professionista nella commercializzazione. Lo sviluppo di nuovi modelli ha talvolta portato alla sospensione dei modelli più vecchi. I modelli per studenti tendono ad essere realizzati in resina ABS, mentre i modelli intermedi e professionali sono solitamente realizzati in legno di granadiglia. I modelli professionali sono di solito realizzati in legno di grenadilla più selezionato, e di solito non sono colorati. Varie opzioni sono state rese disponibili per modelli professionali selezionati, inclusa l'opzione Greenline, tasti aggiuntivi e tasti placcati in oro.
BC fa più di 400 modelli dei suoi strumenti. A causa della speciale importanza come produttore di clarinetti con sistema francese, i modelli attuali sono elencati di seguito.
I seguenti modelli sono attualmente (inizio 2021) disponibili: 
| Modello         | Piccolo cl. en Mib | Do/Re | Sib | La | Sol | Clar. di bassetto en La/Sib/Sol | Cor di bassetto en Fa | Alto en Mib | Basso a Mib / Re in Sib         | Basso a Do in Sib | Contralto in Mib Contrabbasso in Sib |
| --------------- | ------------------ | ----- | --- | -- | --- | ------------------------------- | --------------------- | ----------- | ------------------------------- | ----------------- | ------------------------------------ |
| E 12F           |                    |       | x   |    |     |                                 |                       |             |                                 |                   |                                      |
| Conservatoire   |                    |       | x   |    |     |                                 |                       |             |                                 |                   |                                      |
| Prodige         |                    |       | x   |    |     |                                 |                       |             |                                 |                   |                                      |
| Légende         |                    |       | x   | x  |     |                                 |                       |             |                                 |                   |                                      |
| Légende en buis |                    |       | x   | x  |     |                                 |                       |             |                                 |                   |                                      |
| Gala            |                    |       | x   | x  |     |                                 |                       |             |                                 |                   |                                      |
| Tradition       |                    |       | x   | x  |     |                                 |                       |             |                                 |                   |                                      |
| Divine          |                    |       | x   | x  |     |                                 |                       |             |                                 |                   |                                      |
| Festival        |                    |       | x   | x  |     |                                 |                       |             |                                 |                   |                                      |
| Vintage         |                    |       | x   | x  |     |                                 |                       |             |                                 |                   |                                      |
| R13 Prestige    |                    |       | x   | x  |     |                                 |                       |             |                                 |                   |                                      |
| RC              | Mib                |       | x   | x  |     |                                 |                       |             |                                 |                   |                                      |
| R 13            | Mib                |       | x   | x  |     |                                 |                       |             |                                 |                   |                                      |
| E 13            | Mib                | Do    | x   | x  |     |                                 |                       |             |                                 |                   |                                      |
| E 11            | Mib                | Do    | x   | x  |     |                                 |                       |             |                                 |                   |                                      |
| Tosca           | Mib                |       | x   | x  |     |                                 |                       |             | Mod. 1185 (prof.) + 1180 (std.) | Mod. 1195 (prof.) |                                      |
| (RC) Prestige   | Mib                | Do+Re | x   | x  |     | La                              | x                     | x           |                                 | Mod. 1193 (prof.) | Contralto                            |

Descrizione:

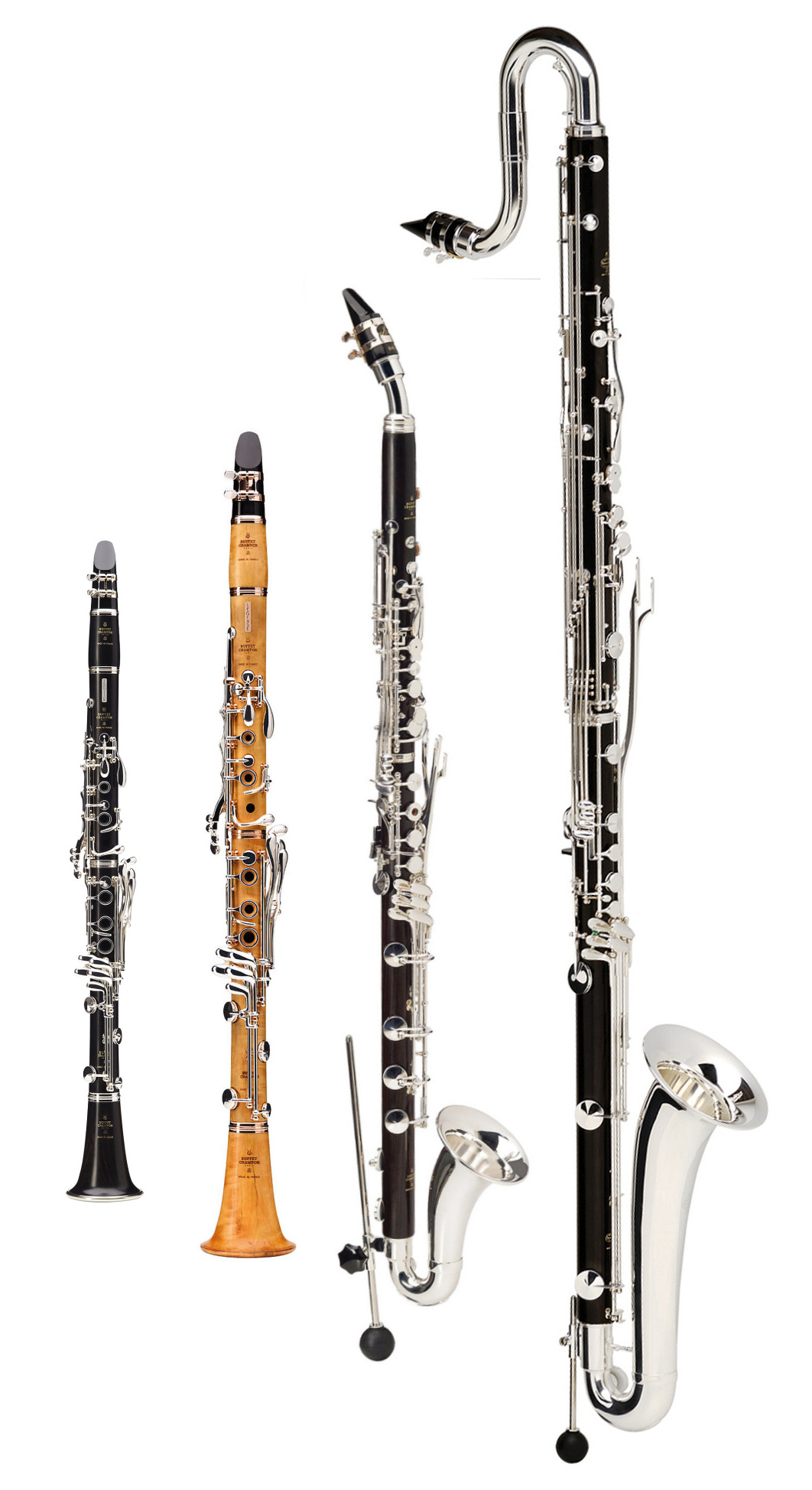
Clarinetto in Mib, clarinetto Sib in legno di bosso, corno di bassetto e clarinetto contralto

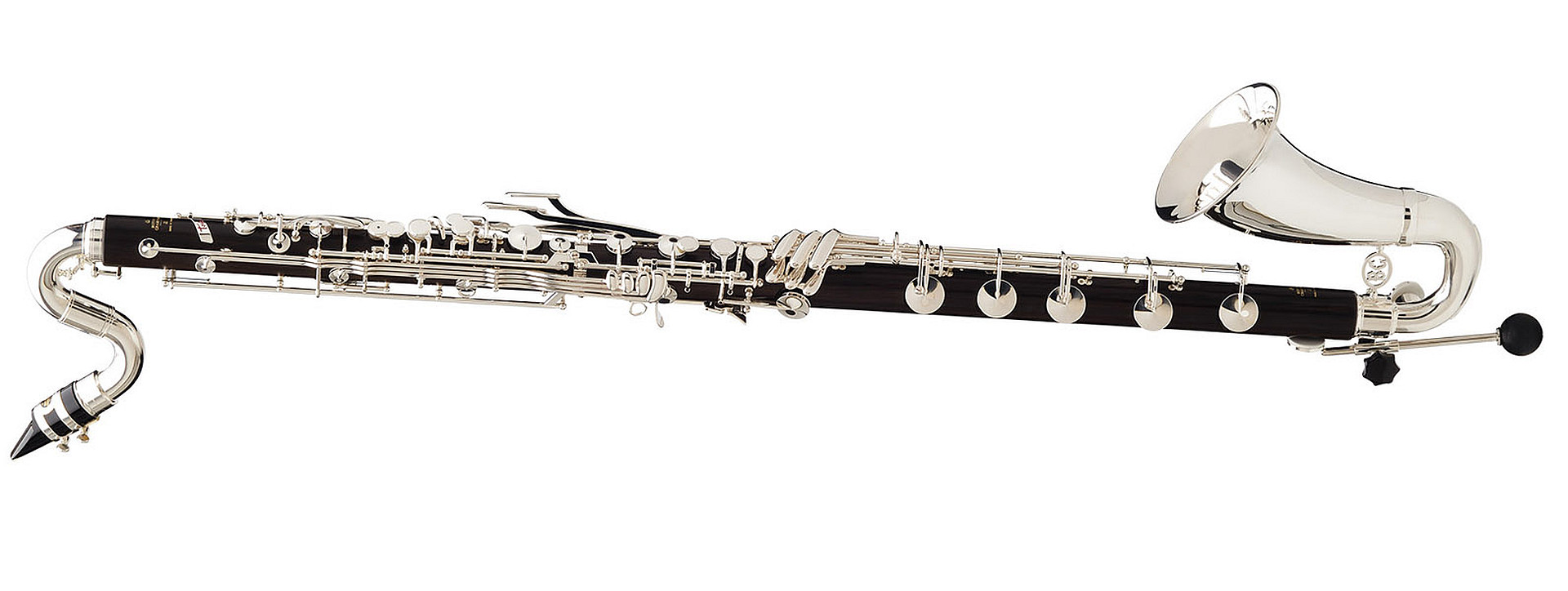
Clarinetto basso lungo Prestige

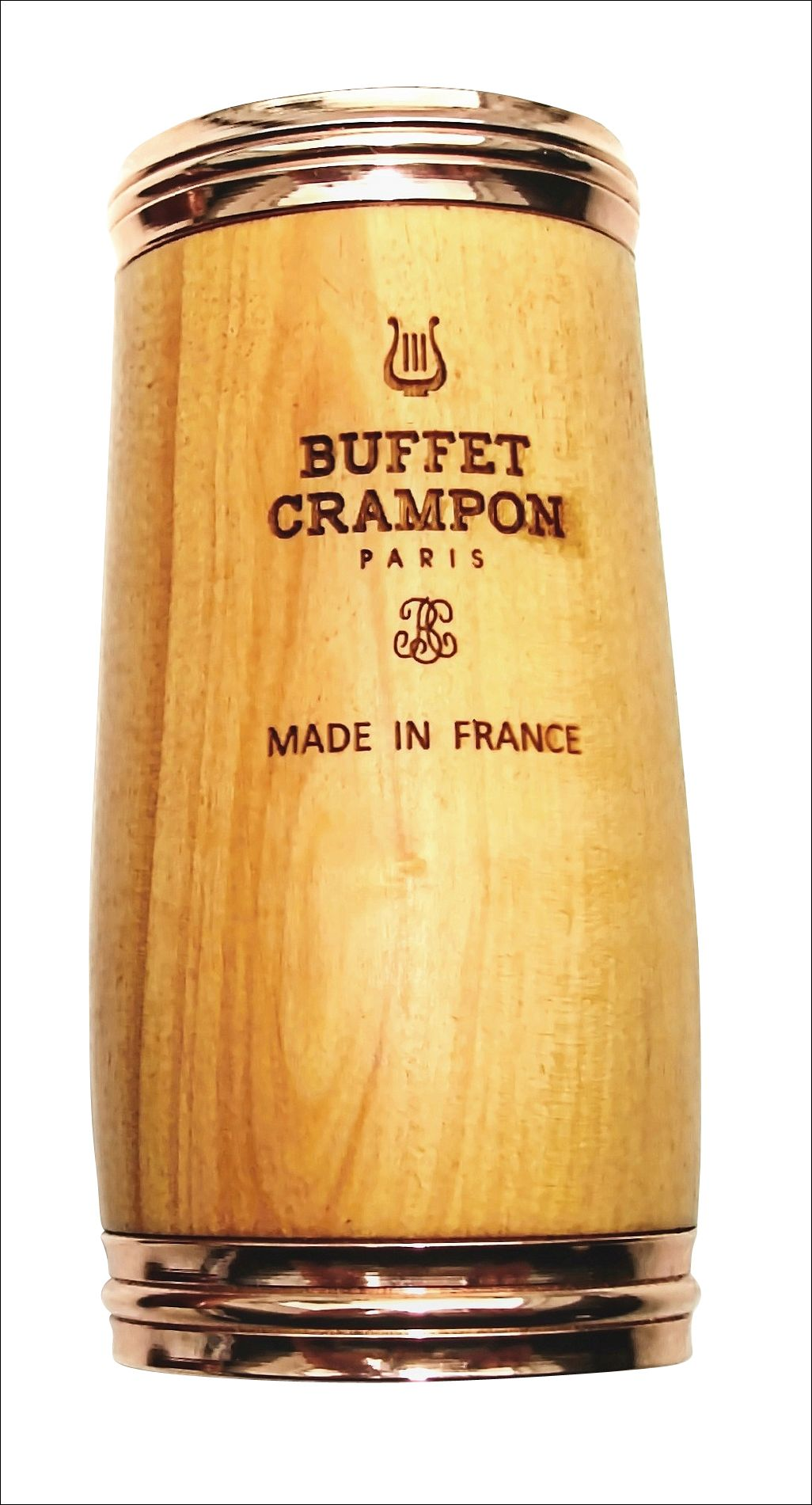
Baril en buis

Modelli per principianti e studenti:
- Prodige - (2016-) modello per principianti, corpo in plastica.
- E11 - strumento per principianti in vero legno. Disponibile come clarinetto A, Bb, C e Eb.
- E12F - Modello ambizioso per principianti.

Modelli semi-professionali:
- E13 - Il design del foro risale al precedente BC20 distribuito nel 1960. Rivestimento in pelle. Nuova tazza come sul modello RC (2015).
- Conservatorio

Modelli professionali:
- R13 - (1955-) Progettato da Robert Carrée. Ha un cosiddetto foro policilindrico. Uno dei clarinetti più popolari nel mondo di lingua inglese.
- RC - (1975-) Prende il nome dallo sviluppatore (insieme a Jacques Lancelot) Robert Carrée. Rivisto nel 2014.
- Vintage - (1996-) variante della R13. Creato da René Lessieux
- Tradizione - (2016-2019) Nuovo design a foro cilindrico basato sul precedente modello BC20. Nuovo design e caratteristiche migliorate a partire da aprile 2019.
- Gala - (2020-) Design a foro cilindrico come sulla Tradition.

Modelli top di gamma:
Tutti i seguenti modelli sono in legno naturale (non tinto) di granadiglia, hanno anelli metallici di rinforzo sui pioli e un jack Eb aggiuntivo sulla sinistra. I modelli equivalenti RC Prestige, R13 Prestige e Festival differiscono solo per il design del foro (e il foro di tono).
- RC Prestige - (1976-) modello premium della RC. Robert Carrée, ulteriormente sviluppato da Jacques Lancelot e Guy Deplus. Rigonfiamento a forma di uovo nella coppa. Revised 2020. disponibile come A, Bb e anche come clarinetto C, D e E-flat, così come clarinetto basso in A.
- R13 Prestige - (1985-) Modello premium della R13
- Festival - (1987-) Variante della R13 Prestige. Sviluppato in collaborazione con Jacques Lancelot, Guy Deplus e Michel Arrignon.
- Tosca - (2003-) Ultimo modello di punta della famiglia R13, con correzione profonda-F, senza anello metallico a coppa. Sviluppato da Michel Arrignon. Disponibile come clarinetto A, Bb e Eb.
- Divine - (2012-) Ultimo modello di punta della famiglia RC con correzione low-F, senza anello di metallo a coppa. Filo di carbonio al posto degli anelli di giunzione in metallo. Sughero sintetico sui codoli. Sviluppato in collaborazione con Paul Meyer
- Légende - (2017-) Foro cilindrico, con correzione F profonda, senza anello metallico a coppa. Meccanismo argentato con anelli di collegamento e alcune altre parti placcate in oro rosa. A partire dall'autunno 2020, questo modello è disponibile anche in Bosso da stiro (Buxus sempervirens) è offerto.
- Tradizione - (2019-) Revisione completa del modello Tradizione dal 2016. Alesaggio cilindrico. Nuovo rispetto al predecessore: correzione a F profonda, anelli di metallo tenone, legno non tinto, emblema di metallo.

Ex top model:
- Elite - (1989-2003) Sostituito dal modello Tosca.
- DG - (1993-2000) Progettato da Daniel Gautier